# Geamilia
Geamilia sau Djamilia (în rusă Джамиля, în kîrgîză Жамила, Jamila) este un roman din 1958 al scriitorului kirghiz Cinghiz Aitmatov.

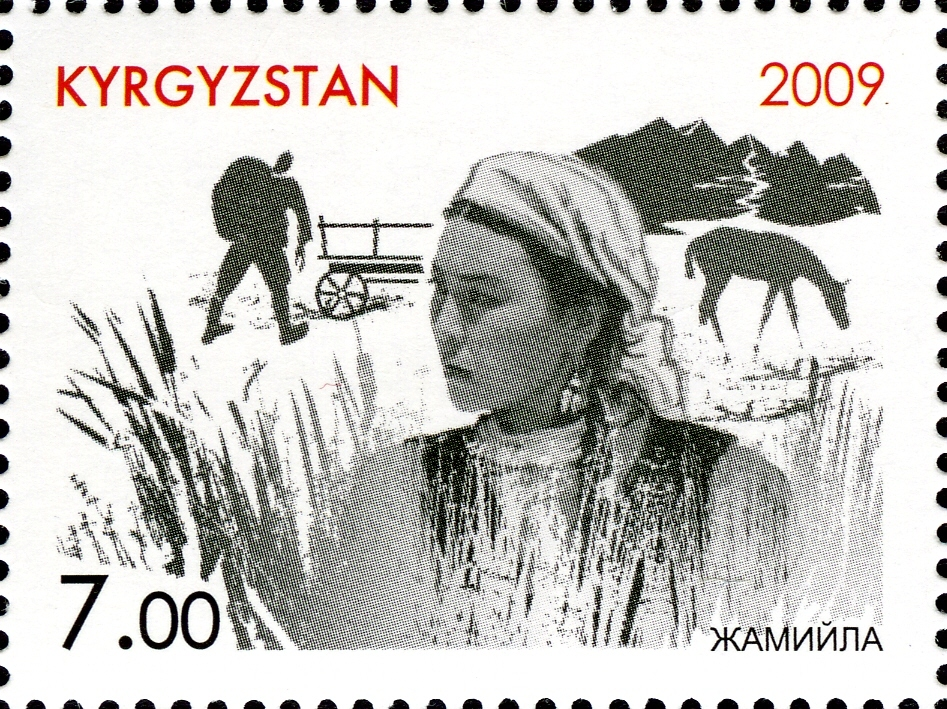
Marcă poștală comemorativă din 2009

## Traduceri
- Djamilia, Editura pentru Literatură Universală, 1962[1]
- Geamilia, în Cântecul stepei, cântecul munților, Editura Albatros, 1989, traducere de Nicolae Ionescu[2][3]